# Саламинии
Саламинии — древнегреческий аристократический род, имевший саламинские корни. Его основателями считался легендарный царь Саламина Аякс Теламонид, правнук Зевса, принадлежавший к роду Эакидов, и сын Аякса Еврисак, перебравшийся в Афины. В историографии долго не было единого мнения о том, как этот род называли греки: звучали варианты Еврисакиды, Евпатриды и др. С определённого момента, учитывая данные эпиграфических источников, большинство антиковедов считает вариант Саламинии наиболее корректным. Самый известный представитель рода — афинский политический деятель и военачальник времён Пелопоннесской войны Алкивиад.
Поскольку имя Алкивиад явно лаконское, существует версия, что в действительности Саламинии перебрались в Аттику из Лаконики.